# Ивановка (Ялуторовский район)
Ивановка — село в Ялуторовском районе Тюменской области России. Административный центр Ивановского сельского поселения.
Село находится на берегу реки Тобол.

## Население
| 2010 | 2014 |
| ---- | ---- |
| 391  | ↗406 |

## Инфраструктура
- Филиал МАОУ Новоатьяловская СОШ

## Транспорт
На окраине проходит автодорога регионального значения 71А-2107 Ялуторовск — Ярково (идентификационный номер: 71 ОП РЗ 71А-2107).